# 岐阜薬科大学の人物一覧
岐阜薬科大学の人物一覧は岐阜薬科大学に関係する人物の一覧記事。（掲載名は五十音順）

## 現教職員
- 五十里彰 - 教授。生化学者。
- 井上直樹 - 特命教授。ウイルス学者。
- 林秀樹 - 教授。地域医療実践薬学者。

## 元教職員
- 稲垣隆司 - 薬学者。元愛知県副知事。元名古屋学院大学理事長。元岐阜薬科大学学長。
- 永井博弌 - 名誉教授。薬学者。元岐阜薬科大学学長。元岐阜保健短期大学学長。元日本アレルギー学会会長。
- 水野瑞夫 - 名誉教授。生物系薬学者。元岐阜薬科大学学長。
- 宮道悦男 - 名誉教授。薬品化学者。元岐阜薬科大学学長。
- 横山復次 - 薬学者。元長崎医科大学教授。元岐阜薬科大学教授。元エーザイ取締役。

## OB・OG

### 政界
- 網岡雄 - 元衆議院議員。元日本社会党愛知県本部副委員長。
- 松永清彦 - 元海津市長。元岐阜県議会議員。

### 財界
- 奥田修 - 中外製薬社長。日本製薬工業協会副会長。
- 杉浦広一 - スギ薬局（スギホールディングス）創業者・元会長・元社長。
- 西川俊男 - 元ユニー社長。元日本チェーンストア協会会長。

### 学界
- 赤木洋勝 - 公衆衛生学者。元国立水俣病総合研究センター国際総合研究部長。
- 井深俊郎 - 化学者。元京都大学教授。
- 後藤俊夫 - 化学者。元名古屋大学教授。日本化学会賞受賞。
- 近藤科江 - 医学者。元東京工業大学教授。元日本女性科学者の会会長。
- 長村洋一 - 化学者。鈴鹿医療科学大学教授。健康食品管理士認定協会理事長。